# 沃利亞-扎代雷瓦茨卡
49°8′36″N 23°57′41″E / 49.14333°N 23.96139°E
沃利亞-扎代雷瓦茨卡（烏克蘭語：Воля-Задеревацька），是烏克蘭的村庄，位於該國西部利沃夫州，由斯特雷區莫爾申市鎮負責管轄，始建於1471年，面積8.2平方公里，2001年該村人口871。